# قسطنطين كوبيتس
قسطنطين إيفانوفيتش كوبيتس (16 يوليو 1939، كييف - 30 ديسمبر 2012، موسكو) - عسكري ورجل دولة سوفيتي وروسي، آخر جنرال في الجيش السوفيتي (24 أغسطس 1991).

## تعليم
- 1959 - مدرسة كييف للهندسة العسكرية للاتصالات [4]
- 1967 - سميت الأكاديمية العسكرية للاتصالات على اسم المارشال س. م. بوديوني[4][5]
- 1978 - الأكاديمية العسكرية لهيئة الأركان العامة للقوات المسلحة لاتحاد الجمهوريات الاشتراكية السوفيتية سميت على اسم ك. E. فوروشيلوف [4][5]
- دكتوراه في العلوم العسكرية (1989)
- أستاذ (1989)

## سيرة شخصية
من مواليد 16 يوليو 1939 في كييف، جمهورية أوكرانيا الاشتراكية السوفيتية.
- 1956 - جند في الجيش السوفيتي [5]
- 1959 - 1962 - قائد فصيلة الهاتف [4][5]
- 1959-1991 - عضو في حزب الشيوعي
- 1962 - 1963 - نائب قائد شركة اتصالات [4][5]
- 1963 - كبير مهندسي كتيبة الاتصالات [4]
- 1967 - 1970 - قائد كتيبة الاتصالات [4][5]
- 1970-1972 - نائب قائد فوج الاتصالات [4]
- 1972-1974 - قائد فوج الاتصالات لمجموعة القوات السوفيتية في ألمانيا [4][5]
- 1974-1976 رئيس الاتصالات بالجيش الرابع عشر [5] لمنطقة أوديسا العسكرية
- 1978 - 1980 - نائب رئيس هيئة إشارة منطقة بايكال العسكرية [4]
- 1980 - 1982 - رئيس هيئة إشارة منطقة بايكال العسكرية [4][5]
- 1982 - 1986 - رئيس قوات الاتصالات [5] - نائب رئيس أركان قوات الشرق الأقصى.
- 1986 - مشارك في تصفية عواقب حادث محطة تشيرنوبيل للطاقة النووية
- 1986-1987 - النائب الأول لرئيس قوات الاتصالات في وزارة الدفاع في اتحاد الجمهوريات الاشتراكية السوفيتية [5]
- أغسطس 1987 - مارس 1991 - رئيس قوات الاتصالات بوزارة دفاع اتحاد الجمهوريات الاشتراكية السوفيتية - نائب رئيس الأركان العامة للقوات المسلحة لاتحاد الجمهوريات الاشتراكية السوفيتية [4][5] ؛ عقيد عام (17.2.1988)

في ربيع عام 1990 قام بزيارة رسمية إلى جمهورية اليمن الديمقراطية الشعبية.
في عام 1990، تم انتخابه نائبا لشعب روسيا الاتحادية الاشتراكية السوفيتية من مدينة موسكو. تشيخوف، منطقة موسكو. ترأس مجموعة من نواب الشعب في روسيا الاتحادية الاشتراكية السوفيتية من القوات المسلحة لاتحاد الجمهوريات الاشتراكية السوفيتية.
في 31 يناير 1991، تم تعيينه رئيسًا للجنة الدولة في جمهورية روسيا الاتحادية الاشتراكية السوفيتية للدفاع والأمن  (في 5 مايو من نفس العام، تم تقسيم لجنة الولاية هذه إلى لجنة الدولة في جمهورية روسيا الاتحادية الاشتراكية السوفيتية لشؤون الدفاع و KGB من جمهورية روسيا الاتحادية الاشتراكية السوفيتية ).
من 17 مايو إلى 10 يوليو 1991 - رئيس لجنة الدولة في روسيا الاتحادية الاشتراكية السوفيتية لشؤون الدفاع. من 11 يوليو 1991 - و. حول. رئيس لجنة الدولة في روسيا الاتحادية الاشتراكية السوفيتية للدفاع. أثناء تشكيل الحكومة الثانية لإيفان سيلاييف في 30 يوليو 1991، تم تغيير اسم هذه اللجنة إلى لجنة الدولة في روسيا الاتحادية الاشتراكية السوفيتية لقضايا الدفاع. أعيد تعيينه كرئيس في 19 أغسطس  ، ومع ذلك، في 9 سبتمبر، تم إلغاء هذا القرار.
تم إنشاء منصب وزير الدفاع مؤقتًا في روسيا الاتحادية الاشتراكية السوفيتية في 20 أغسطس 1991 حتى الاستعادة الكاملة لأنشطة الهيئات الدستورية لسلطة الدولة وإدارة الاتحاد السوفيتي. في نفس اليوم، تم تعيين الكولونيل جنرال كونستانتين إيفانوفيتش كوبيتس  وزيرًا للدفاع في جمهورية روسيا الاتحادية الاشتراكية السوفيتية، حيث كان القائد العسكري الأعلى رتبة الذي وقف إلى جانبه منذ اليوم الأول لأحداث انقلاب أغسطس. من B. N. Yeltsin . في 24 آب 1991 ، مُنح الرتبة العسكرية لواء جيش. في 9 سبتمبر 1991، تم إلغاء منصب وزير الدفاع في روسيا الاتحادية الاشتراكية السوفيتية.
في 10 سبتمبر 1991 ، تم تعيينه مستشارًا لدولة روسيا الاتحادية الاشتراكية السوفيتية للدفاع وعضوًا في مجلس الدولة في روسيا الاتحادية الاشتراكية السوفيتية  ، على الرغم من حقيقة أنه كان بالفعل عضوًا في المجلس، وكذلك. حول. رئيس لجنة الدولة لشؤون الدفاع. من سبتمبر إلى ديسمبر 1991، في نفس الوقت رئيس لجنة إعداد وتنفيذ الإصلاح العسكري في إطار مجلس الدولة لاتحاد الجمهوريات الاشتراكية السوفيتية. في 25 مارس 1992 ، تم فصله من منصب مستشار الدولة ووضع تحت تصرف القائد العام للقوات المسلحة المتحالفة لرابطة الدول المستقلة، المارشال الجوي إي. و. شابوشنيكوف.

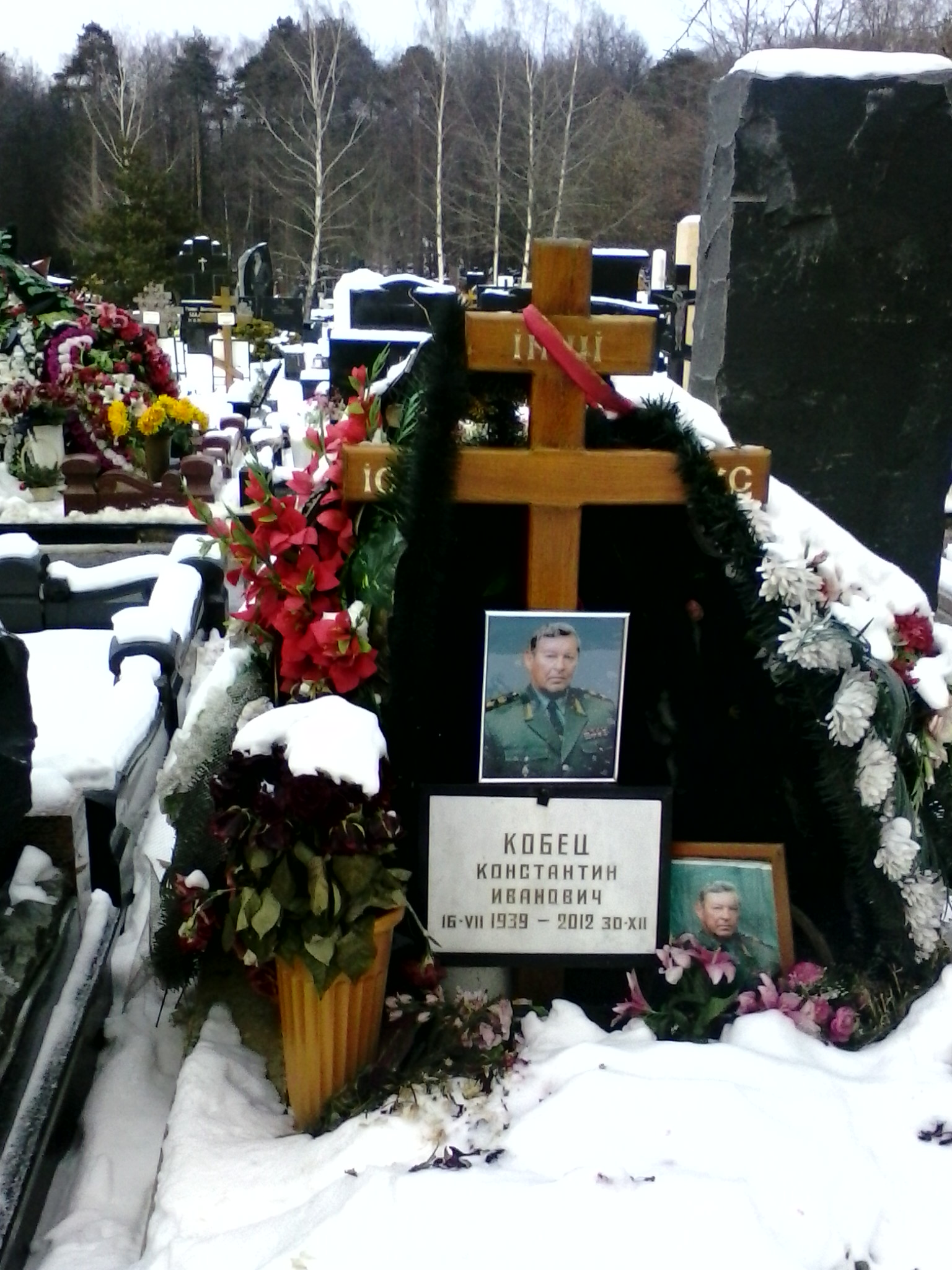
قبر ك. و. كوبيتس في مقبرة ترويكوروفسكي في موسكو.

4 أبريل 1992 بأمر من رئيس الاتحاد الروسي رقم 158-rp ، تم إنشاء لجنة الدولة لإنشاء وزارة الدفاع والجيش والبحرية في روسيا. مستشار رئيس الاتحاد الروسي د. لكن. فولكوجونوف، النواب - P. من. جراشيف، أ. لكن. كوكوشين، إلى. و. كوبيتس ويو. في. سكوكوف.
منذ سبتمبر 1992 - كبير المفتشين العسكريين للقوات المسلحة للاتحاد الروسي؛ في وقت واحد من يونيو 1993 - نائب وزير الدفاع في الاتحاد الروسي  ، ومن يناير 1995 - وزير الخارجية - نائب وزير الدفاع في الاتحاد الروسي.
في 18 مايو 1997 ، تم عزله من منصبه، وفصل من القوات المسلحة  واعتقل بتهمة تلقي رشاوى وحيازة أسلحة بشكل غير قانوني. قبل إلقاء القبض عليه، كان يُطلق عليه غالبًا أحد المرشحين الأكثر ترجيحًا لمنصب وزير الدفاع في الاتحاد الروسي. من ناحية أخرى، كان اسمه دائمًا محور العديد من فضائح الفساد. كان الشيوعيون والقوميون المتطرفون يكرهونه بشدة بسبب التزامه بمسار رئيس الاتحاد الروسي ب.ن. يلتسين: في أغسطس 1991 قاد ما يسمى بالدفاع عن «البيت الأبيض»  ، وفي أكتوبر 1993 على العكس من ذلك، فقد جمع صهاريج للهجوم على «البيت الأبيض». في عام 1998، اعترف بذنبه وأفرج عنه بكفالة. في عام 2000 ، تم إنهاء قضيته بموجب عفو عام، وبعد ذلك أعلن بطلان اعترافه السابق بالذنب.

## الجوائز
- وسام ثورة أكتوبر
- وسام الراية الحمراء (24 ديسمبر 1991) [24]
- وسام النجمة الحمراء
- الأمر "للخدمة للوطن في القوات المسلحة لاتحاد الجمهوريات الاشتراكية السوفيتية" الدرجة الثالثة
- أمر "من أجل الشجاعة الشخصية" (7 أكتوبر 1993) - للشجاعة والشجاعة التي ظهرت في قمع محاولة انقلاب مسلح في 3-4 أكتوبر 1993 في مدينة موسكو [25]
- وسام الاستحقاق العسكري (1996)

## الروابط الخارجية
- مراكز النفوذ العسكري في السياسة الروسية اعتبارًا من أكتوبر 1992 ثانيًا. القيادة العليا للقوات المسلحة المتحدة لرابطة الدول المستقلة (E. شابوشنيكوف ف. سامسونوف ب. بيانكوف - ن. ستولياروف)
- من هو في قطاعات الاقتصاد الروسي. وفقًا لصفحات مراجعة مجلة Kommersant-Vlast. جيش روسيا. الجزء 2.
- http://www.kommersant.ru/doc/589 Архивная копия